# Мечеть Аль-Джаззар
Мечеть Аль-Джаззар (араб. مسجد الجزار, Masjid al-Jazzar перша назва Масджид аль-Аззар «Мечеть Різника», івр. מִסְגַּד אַל-גַ'זָּאר Місгад аль-Даззар; турецька:Cezzâr Paşa Câmiî), також відома як Біла мечеть , розташована на вулиці Ель-Джаззар у стінах Старого міста Акко, звідки відкривається вигляд на східне Середземне море. Вона названа на честь османського намісника Цезара Ахмеда-паші — найбільша мечеть на півночі Ізраїлю а за межами Єрусалиму мечеть Джаззар-паші є найбільш архітектурно значущою мечеттю, і вона є другою за величиною після мечеті Ахмада Кадирова в Абу-Гоші, яка була відкрита в 2014 році.

## Історія
| center\|border\|180x180px\|alt=\|Wejście na dziedziniec meczetu Al-Dżazzara |
| Wejście na dziedziniec meczetu Al-Dżazzara                                  |

| center\|border\|180x180px\|alt=\|Przed wejściem na dziedziniec |
| Przed wejściem na dziedziniec                                  |

| center\|border\|180x180px\|alt=\|Fontanna na dziedzińcu |
| Fontanna na dziedzińcu                                  |

| center\|border\|180x180px\|alt=\|Arkadowy ganek przed wejściem do meczetu |
| Arkadowy ganek przed wejściem do meczetu                                  |

| center\|border\|180x180px\|alt=\|Arkadowy ganek przed wejściem do meczetu |
| Arkadowy ganek przed wejściem do meczetu                                  |

| center\|border\|180x180px\|alt=\|Wnętrze meczetu |
| Wnętrze meczetu                                  |

| center\|border\|180x180px\|alt=\|Widok na meczet |
| Widok na meczet                                  |

| center\|border\|180x180px\|alt=\|Widok na meczet |
| Widok na meczet                                  |

Мечеть Аль-Джаззар була побудована в 1781 році Джаззар-пашою, який був відомий як своєю жорстокістю,так і своїми численними будівельними проектами в Старому місті Акко., а також перемогою над Наполеоном Бонапартом під час облоги Акри в 1799 році.
Мечеть була побудована на руїнах колишніх мусульманських (Мечеть Великої П'ятниці до 1104 р.) і християнських храмів (Собор Святого Хреста (Акр)) часів хрестоносців. Для її будівництва використовувалися колони, привезені з римських і візантійських руїн у Кесарії та Сурі. Каменярі та муляри, які будували мечеть були греками. У в'їзних воротах на мармуровому диску є тугра, на якій увічнено правлячий тоді султан, його батько та вислів «завжди перемагай».
Вона розташована в безпосередній близькості від цитаделі і старого сарая. Спочатку мала сріблясто-білий купол, і тому її називали Масджид аль-Анвар (англ.: Велике Світло). Пізніше купол був перефарбований у зелений колір..

## Архітектура
Мечеть побудована в класичному османському стилі, що поєднує візантійський і перський стилі. Це єдина будівля, оточена аркадним двориком. З його північно-західного боку височіє стрункий загострений мінарет, до вершини якого ведуть гвинтові сходи на 124 сходинки. Ще однією особливістю є сабіль із зеленим дахом над його сходами (так званий köşk, побудований Абдул-Гамід II для подачі охолодженої питної води та напоїв) і великий ривак (вхідна аркада). У спекотні літні дні на подвір'ї віряними проводяться молитви. Є фонтан, який використовується для ритуального обмивання обличчя, шиї, рук і ніг перед молитвою. Мечеть покрита зеленим куполом. Будівля була багато оздоблена мармуром. Внутрішня частина являє собою неправильний чотирикутник. Всередині праворуч і ліворуч розташовані жіночі галереї. Середнє центральне сидіння для чоловіків.
З правого боку, крім мечеті, були побудовані невеликий мавзолей і кладовище, де поховані Джаззар-паша та його наступник Сулейман-паша з їхніми родинами.

## Богослужіння
Мечеть є діючою і її відвідуює місцеве мусульманське населення для молитов (п'ять разів на день). Вдвідувати мечеть під час молитви заборонено, необхідно дочекатися закінчення молитви (приблизно 20 хвилин).